# Mitsue Nagaoka
Mitsue Nagaoka (18 de mayo de 1987) es una deportista japonesa que compitió en tiro con arco, en la modalidad de arco recurvo. Ganó una medalla de plata en el Campeonato Mundial de Tiro con Arco en Sala de 2012, en la prueba de equipo.

## Palmarés internacional
| Campeonato Mundial en Sala | Campeonato Mundial en Sala | Campeonato Mundial en Sala | Campeonato Mundial en Sala |
| Año                        | Lugar                      | Medalla                    | Prueba                     |
| -------------------------- | -------------------------- | -------------------------- | -------------------------- |
| 2012                       | Las Vegas (Estados Unidos) | Medalla de plata           | Equipo                     |